# Fekete csillag
A Fekete csillag (eredeti címe: Introducing Dorothy Dandridge) 1999-ben bemutatott amerikai életrajzi tévéfilm, amelyet Martha Coolidge rendezett. A forgatókönyvet Shonda Rhimes és Scott Abbott készítették Earl Mills Dorothy Dandridge című regénye alapján. A főszerepben Halle Berry. 1999. augusztus 14-én mutatták be az Egyesült Államokban, Magyarországon 2001. június 21-től volt megtekinthető. Berry három díjat gyűjtött be alakításáért, a produkciót tizenegy Primetime Emmy-díjra, három Golden Globe-díjra és egy Screen Actors Guild-díjra nominálták.

## Történet
Dorothy Dandridge és nővére, Vivian klubokban lépnek fel. Egy partin megismerkednek Earl Mills zenei producerrel, aki néhány fellépést szerez nekik. Dorothy szembesül az Egyesült Államok déli részén a rasszista előítéletekkel és szabályokkal, többek között nem használhatja ugyanazt a vécét, mint a fehérek. Dorothy lányáról kiderül, hogy értelmi fogyatékos, ami megfojtja a házasságát.
Dorothy meghallgatásra megy Otto Preminger rendezőhöz. Egy filmszerep a tét, ahol minden szerepet afroamerikaiaknak kell eljátszaniuk. Preminger eleinte túlságosan szalonképtelennek tartja őt a főszerephez, mire nővére és anyja megtanítja neki, hogyan kell nőiesen kinézni. Egy újabb meghallgatás után megkapja a szerepet. A nő és Preminger között intim kapcsolat alakul ki, de a rendező ezt titokban tartja, hogy ne veszélyeztesse a film bevételi esélyeit.
Dorothy később más filmekben is szerepel, és ő lesz az első afroamerikai színésznő, akit a legjobb női főszereplőnek járó Oscar-díjra jelölnek. Drog-túladagolásban veszti az életét.

## Szereplők
| Szerep                | Színész                               | Magyar hang     |
| --------------------- | ------------------------------------- | --------------- |
| Dorothy Dandridge     | Halle Berry Wendi Williams (énekhang) | Németh Borbála  |
| Earl Mills            | Brent Spiner                          | Fazekas István  |
| Otto Preminger        | Klaus Maria Brandauer                 | Szakácsi Sándor |
| Harold Nicholas       | Obba Babatundé                        | Kálid Artúr     |
| Ruby Dandridge        | Loretta Devine                        | Szabó Éva       |
| Vivian Dandridge      | Cynda Williams                        | Kocsis Judit    |
| néni                  | LaTanya Richardson                    | Martin Márta    |
| Darryl Zanuck         | William Atherton                      | Barbinek Péter  |
| Geri Branton-Nicholas | Tamara Taylor                         |                 |
| Jack Denison          | D. B. Sweeney                         |                 |
| hotel recepciós       | Don Gettinger                         |                 |
| Oscar Emcee           | Nicholas Hormann                      |                 |
| Etta Jones            | Sharon Brown                          |                 |
| Fayard Nicholas       | Darrian C. Ford                       |                 |
| Harry Belafonte       | Andre Carthen                         |                 |
| Ava Gardner           | Jon Mack                              |                 |
| Marilyn Monroe        | Kerri Randles                         |                 |
| Sidney Poitier        | Benjamin Brown                        |                 |
| Lex Barker            | Tyrone Wade                           |                 |

## Fogadtatás
A Rotten Tomatoeson 83%-os minősítést ért el 6 vélemény alapján. Michael Dequina a TheMovieReport.com-tól azt írta: „Coolidge és Berry nyilvánvaló szeretettel és szenvedéllyel viseltetnek a filmes úttörő iránt, és az általuk készített film ennek megfelelő tisztelgés.” Laura Fries a Varietytől azt írta: „Dandridge szerepében Berry szexi és ártatlan, lélegzetelállító és épp olyan gyönyörű, mint az elbűvölő sztár. A szerep a sérült szépség - de nem szánalmas - szerepe, és Berry telitalálat, akár tüzes, akár mogorva.”

## Fontosabb díjak és jelölések
| Esemény                     | Díj                     | Kategória                                                                                          | Eredmény |
| --------------------------- | ----------------------- | -------------------------------------------------------------------------------------------------- | -------- |
| 57. Golden Globe-gála       | Golden Globe-díj        | Legjobb minisorozat, antológiasorozat vagy tévéfilm                                                | Jelölve  |
| 57. Golden Globe-gála       | Golden Globe-díj        | Legjobb női főszereplő (minisorozat vagy tévéfilm) – Halle Berry                                   | Elnyerte |
| 57. Golden Globe-gála       | Golden Globe-díj        | Legjobb férfi mellékszereplő (sorozat, minisorozat vagy tévéfilm) – Klaus Maria Brandauer          | Jelölve  |
| 52. Primetime Emmy-gála     | Primetime Emmy-díj      | Legjobb tévéfilm                                                                                   | Jelölve  |
| 52. Primetime Emmy-gála     | Primetime Emmy-díj      | Legjobb női főszereplő (minisorozat, antológiasorozat vagy tévéfilm) – Halle Berry                 | Elnyerte |
| 52. Primetime Emmy-gála     | Primetime Emmy-díj      | Legjobb férfi mellékszereplő (minisorozat, antológiasorozat vagy tévéfilm) – Klaus Maria Brandauer | Jelölve  |
| 52. Primetime Emmy-gála     | Primetime Emmy-díj      | Legjobb rendező (minisorozat, antológiasorozat vagy tévéfilm)                                      | Jelölve  |
| 52. Primetime Emmy-gála     | Primetime Emmy-díj      | Legjobb hangvágás (minisorozat, antológiasorozat vagy tévéfilm)                                    | Jelölve  |
| 52. Primetime Emmy-gála     | Primetime Emmy-díj      | Legjobb vágás (minisorozat, antológiasorozat vagy tévéfilm)                                        | Jelölve  |
| 52. Primetime Emmy-gála     | Primetime Emmy-díj      | Legjobb operatőr (minisorozat, antológiasorozat vagy tévéfilm)                                     | Elnyerte |
| 52. Primetime Emmy-gála     | Primetime Emmy-díj      | Legjobb díszlettervezés (minisorozat, antológiasorozat vagy tévéfilm)                              | Elnyerte |
| 52. Primetime Emmy-gála     | Primetime Emmy-díj      | Legjobb jelmeztervezés (minisorozat, antológiasorozat vagy tévéfilm)                               | Elnyerte |
| 52. Primetime Emmy-gála     | Primetime Emmy-díj      | Legjobb fodrász (minisorozat, antológiasorozat vagy tévéfilm)                                      | Elnyerte |
| 52. Primetime Emmy-gála     | Primetime Emmy-díj      | Legjobb koreográfia (minisorozat, antológiasorozat vagy tévéfilm)                                  | Jelölve  |
| 6. Screen Actors Guild-gála | Screen Actors Guild-díj | Legjobb színésznő (minisorozat vagy tévéfilm)                                                      | Elnyerte |